# Zelotes iriomotensis
Zelotes iriomotensis este o specie de păianjeni din genul Zelotes, familia Gnaphosidae, descrisă de Kamura, 1994. Conform Catalogue of Life specia Zelotes iriomotensis nu are subspecii cunoscute.